# Solanum rubiginosum
Solanum rubiginosum är en potatisväxtart som beskrevs av Vahl. Solanum rubiginosum ingår i släktet skattor som ingår i familjen potatisväxter. Inga underarter finns listade i Catalogue of Life.